# Кокельська культура
51°41′24″ пн. ш. 92°55′49″ сх. д. / 51.689887° пн. ш. 92.93027° сх. д.
Кокельська культура (I-V ст. н. е.) — культура постхунну з Південного Сибіру, на території сучасної Республіки Тува. 
 
Ця культура існувала між падінням імперії хунну (II ст. н. е.) і розквітом Першого тюркського каганату (6 ст. н. е.). 

У російській археології його відносять до «гунно-сарматського періоду» (II ст. до н. е. — V ст. н. е.). 

Кокельську культуру також назвали «Сийн-Чурецькою культурою», або «Шурмацькою культурою» за назвами місць різноманітних археологічних пам'яток. 

Радіовуглецеве  датування для археологічних пам'яток зазвичай варіюються від 2-го до 4-го століть нашої ери. 

Могили культури Кокель (2-4 століття н. е.), як правило, зустрічаються в поєднанні з більш ранніми могилами ранньої залізної доби (9 століття до н. е.), сакськими культурами та пізнішими могилами тюркського періоду (5 століття н. е.). 
.